# Thorpe Hall
O Thorpe Hall é um palácio rural privado, em Estilo Georgiano, localizado na aldeia de Thorpe Constantine, no Staffordshire, Inglaterra. O edifício é um listed building classificado com o Grau II.

## História
Em 1651, William Ives, um bem sucedido comerciante de vinhos do Leicestershire, construiu um palácio de três andares e cinco secções em Thorpe. A sua filha e herdeira casou com Richard Inge, tendo o edifício passado a ser a residência da família Inge. Os Inge foram uma proeminente família local, tendo cinco dos seus membros servido como Alto Xerife de Staffordshire. Outros membros da família foram reitores de Netherseal e de Thorpe Constantine.
Em 1790, quando a sede da família em Drakelow, Derbyshire, foi abandonada, Thorpe Hall foi ampliado e melhorado. Foram acrescentadas duas alas com dois pisos e três secções, enquanto o bloco central foi decorado com uma balaustrada e um portal de entrada.
Os census de 1881 registam o Reverendo George Inge e a sua família na residência, juntamente com uma equipa de vinte e um criados. A família continuou a ocupar a propriedade até, pelo menos, 1925. Depois da morte de Hilda Mary Inge, em 1953, a propriedade passou para a família Lillingston, de Localsh. George David Inge-Innes-Lillingston foi Alto Xerife de Staffordshire em 1966.
Actualmente, a propriedade é ocupada por Hugh Inge-Innes-Lillingston e pela sua esposa, Catherine.

### Igreja de São Constantino
A igreja paroquial, dedicada a Constantino, é um 'listed building classificado com o Grau II.
A igreja fica nos terrenos do Thorpe Hall mas tem sido uma "igreja do estado" desde o século XVIII, sendo a paróquia detida pelo Estado. Actualmente, é usada apenas ocasionalmente para serviços religiosos. No entanto, é um edifício com dimensões substanciais, com nave separada e cancela. Extensamente reconstruída em 1883, e antes disso no século XVIII, partes da igreja podem remontar ao século XIV, incluindo a torre com pináculo.
A família Inge, proprietária da herdade, também forneceu frequentemente reitores para a igreja.